# Iván Calero
Iván Calero Ruiz (Parla, 21 april 1995) is een Spaans profvoetballer die als rechtsback speelt, hoewel hij dankzij zijn veelzijdigheid ook als vleugelspeler of zelfs als linksback kan optreden. 
Calero speelde in de jeugd bij Atlético Madrid en Real Madrid. Bij Atlético Madrid speelde hij ook in lagere teams maar debuteerde niet in het eerste team. 
Op achttienjarige leeftijd zocht hij zijn geluk in het buitenland.  Vooreerst ging hij in 2014 naar het Engelse Derby County. Hij speelde in twee wedstrijden in de Football League Championship en werd vervolgens in 2015 verhuurd aan Burton Albion dat uitkwam in de Football League One. Ten slotte tekende hij in juni 2016 een contract voor twee seizoenen bij Sparta Rotterdam. In juli 2017 werd zijn contract ontbonden. 
Daarna keerde Calero naar zijn vaderland terug en vervolgde hij zijn loopbaan bij Elche CF, een ploeg die toen in de Segunda División B actief was. De ploeg had net zijn plaats in het professioneel voetbal verloren en nam tijdens het seizoen 2017-2018 de derde plaats in beslag, voldoende voor de eindronde.  Tijdens deze nacompetitie kon de ploeg de promotie afdwingen.  Tijdens het seizoen 2018-2019 zou de speler de ploeg niet volgen, maar uitgeleend worden aan Salamanca CF, een club die net de promotie naar de Segunda División B had afgedwongen.  Met deze nieuwkomer zou hij een twaalfde plaats afdwingen.
Het daarop volgende seizoen 2019-2020 zou hij de stap naar het professionele voetbal zetten.  Dit gebeurde bij CD Numancia, een ploeg actief in de Segunda División A.  De club uit Soria begon het seizoen, dat overheerst werd door de corona problemen heel goed, maar zou uiteindelijk naar de twintigste plaats afzakken en kon zo de degradatie niet ontwijken.
Voor het seizoen 2020-2021 tekende hij bij reeksgenoot Málaga CF.  Het eerste seizoen zou de ploeg een middenmoter zijn met een twaalfde plaats als eindresultaat.  Vanaf de winterstop van seizoen 2021-2022 zou hij aan reeksgenoot AD Alcorcón uitgeleend worden.  De ploeg uit Madrid bevond zich op de laatste plaats en zou deze niet meer kunnen doorgeven met de degradatie als resultaat.
Op 3 juli 2022 tekende hij een driejarig contract bij reeksgenoot FC Cartagena.  Hier werd hij vanaf seizoen 2022-2023 opnieuw verenigd met zijn voormalige trainer van zijn periode te Numancia, Luis Miguel Carrión.  Zijn eerste officiële wedstrijd was de openingswedstrijd op 15 augustus 2022 tegen SD Ponferradina.  De thuiswedstrijd ging echter met 2-3 verloren.  Zijn allereerste doelpunt scoorde hij op 16 oktober 2022 tijdens de thuiswedstrijd tegen UD Ibiza.  Uiteindelijk speelde hij tijdens negendertig competitie- en twee bekerwedstrijden.  Zo was hij één van de belangrijke spelers die de mooie negende plaats behaalde en konden doordringen tot de 1/16de finale van de beker tegen Villarreal CF.  Ook tijdens zijn tweede seizoen 2023-2024 was hij weer één van de basisspelers.  Op sportief vlak was de start geen succes en werd coach Víctor Sánchez del Amo op 22 september 2023 de laan uitgestuurd en op 25 september tot het einde van het seizoen vervangen door zijn vader Julián Calero Fernández .  Vader en zoon hadden een groot aandeel in de redding van de havenclub.  
Op het einde van het seizoen verliet vader de club voor reeksgenoot UD Levante en de zoon na betaling van 350.000 EUR verhuisde naar reeksgenoot Real Zaragoza.  Hij tekende er een driejarig contract.
Calero was Spaans jeugdinternational.